# Apamea timida
Apamea timida är en fjärilsart som beskrevs av Otto Staudinger. Apamea timida ingår i släktet Apamea och familjen nattflyn. Inga underarter finns listade i Catalogue of Life.